# Белорусская партия социалистов-федералистов
Белорусская партия социалистов-федералистов (БПС-Ф) — политическая партия в 1918—1921.
Сформировалась в июле 1918 года в результате распада Белорусской социалистической громады. Объединяла около 2 тысяч представителей белорусской интеллигенции, зажиточного крестьянства, служащих. В состав ЦК БПС-Ф входили А. Овсянник, И. Воронко, К. Б. Езовитов, В. И. Захарко, П. А. Кричевский, Я. Середа, А. И. Цвикевич и др. Печатный орган — газета «Родина». Основное ядро партии составили центристские элементы БСГ. Занимала центристские позиции. В начале 1919 «Родина» писала, что «нынешняя партия БПС-Ф отличается тем от других партий, что проводит политику и строит реальную работу таким образом, чтобы борьба за национальное не мешала достижением социальным и чтобы социальные цели не мешали делам национальных». В белорусском политическом движении БПС-Ф находилась как бы в центре, на периферии дело было Белорусская социал-демократическая партия (БСДП), слева — Белорусская партия социалистов-революционеров (БПС-Р, партия белорусских эсеров). БПС-Ф настойчиво стремилась свести эти две крайние фланги белорусского политического движения на общий грунт одновременного решения социальных и национальных проблем. Однако в условиях гражданской войны, когда классовые противоречия крайне обострились, БПС-Ф не удалось внедрить центризм в практику политической борьбы. В конце 1919 он и сам присоединился к левому курса партии белорусских эсеров, делавших ставку на «третий путь» в революции. Смысл его заключался в борьбе за независимость белорусской государственности.
В экономической сфере БПС-Ф заняла позицию социал-демократов и заявила, что в основу своего мировоззрения и тактики она ставит интересы и стремления трудящихся масс. При этом она отмежевывалась от классового подхода — революционного насилия, политических репрессий и др. В августе 1918 ЦК БПС-Ф утвердил «политическую платформу», которая стала по сути первым программным документом партии. В социально-экономической сфере программные требования сводились к освобождению Белоруссии от крупных землевладельцев путём конфискации их владений и создание на этой основе «белорусского национального земельного фонда», до поднятия на должную высоту промышленного производства и постепенному его переходе в руки белорусского трудового народа.
В национальном вопросе БПС-Ф поддерживала провозглашения 25 марта 1918 независимости Белорусской Народной Республики. Однако политическая линия партии не совпадало в национальном вопросе со стремлениями правого крыла белорусского политического движения. Большая часть членов ЦК БПС-Ф не поддерживала немецкую ориентацию Совета и вместе с эсеровской фракцией пыталась изменить её политический курс. В своем программном заявлении БПС-Ф отказалась от введения в абсолют права наций на самоопределение и не абсолютизировали независимость БНР. В 1918 в её программных документах проводилась мысль о необходимости реализации концепции федерализма, принятой Всебелорусский съездом 1917 в Минске. Но объявленные съездом положения в области национально-государственного строительства были подменены ЦК БПС-Ф абстрактной идеей «федерации с соседями». По мнению лидера партии Цвикевича, акция 25 марта 1918 года, провозгласила независимость БНР от Советской России, была попыткой отмежеваться от Великороссии и её неразумного правительства, объявить себя самостоятельным государством и тем самым спасти будущее единого белорусского народа".
В первых программных документах ЦК БПС-Ф склонялся к реформистского пути строительства нового общества. По содержанию своей деятельности партия отражала национально-демократические устремления белорусской интеллигенции, которая в той или иной степени была связана с крестьянством. Как национал-демократическая партия БПС-Ф стремилась прежде всего реализовать задачи демократического характера. На первом месте в его деятельности стояли национальный и аграрный вопрос. БПС-Ф находилась в оппозиции к большевикам и не поддерживала их тактику революционного давления в условиях немецкой оккупации. Она формировалась как партия парламентского типа и поэтому с момента возникновения концентрировала свою деятельность главным образом в Раде БНР (создана в марте 1918), которая пыталась организоваться вроде буржуазного парламента. Её фракция вынуждена была часто блокироваться с левым крылом Совета — белорусскими эсерами, которые требовали от последнего отказа от немецкой ориентации. Однако руководство БПС-Ф не проявило последовательности в этом ключевом вопросе и к осени 1918 поддерживала различные формы сотрудничества Совета с немецкой оккупационной администрацией. Один из лидеров БПС-Ф Воронко, который был председателем Народного секретариата БНР, подписал 12 июня 1918 декрет, где все декреты советской власти признавались для Белоруссии недействительными. В этом документе подчеркивалось также, что «впредь до установления законов Белорусской Народной Республики всем организациям и правительственным учреждениям пользоваться законами бывшего временного правительства (Керенского) и осуществлять свои акты именем временного белорусского правительства». В результате объективных причин БПС-Ф не сформировался в партию парламентского типа, не стала в полном смысле и социал-демократической партией. В Белоруссии для развития социал-демократии не было необходимой социальной базы, в первую очередь развитого среднего городского класса, рабочей аристократии. Осенью 1918 во время отхода немецких войск с территории Белоруссии БПС-Ф в коалиции с белорусскими эсерами объявила лозунг борьбы против двух оккупантов — Германии и Советской России.
В совместной с эсерами декларации ЦК БПС-Ф заявил, что партия будет добиваться независимости БНР, опираясь на «собственные силы белорусского трудового народа». БПС-Ф, как и другие белорусские национал-демократические партии, которые считали себя сторонниками «третьей силы», пыталась договориться с немецкой оккупационной администрацией о передаче «законным» путём власти в Белоруссии Раде БНР, деятельность которой в конце 1918 была перенесена в Гродно. После неудачных переговоров с немецкой администрацией ЦК БПС-Ф попытался тайно договориться о совместных действиях с советом Регентства Королевства Польского, созданным под эгидой немецкого правительства. Однако в расчеты регентского совета не входило возрождение польского государства в границах Речи Посполитой 1772, куда бы вошли все белорусские земли. ЦК БПС-Ф осудил эти намерения польского руководства. Лидеры БПС-Ф отказались от сотрудничества с большевиками. ЦК БПС-Ф, оставаясь сторонником идеи БНР, не признал и объявленной большевиками 1 января 1919 года Советской Социалистической Республики Белоруссии (ССРБ). Руководство партии заявило, что ССРБ не может быть в достаточной степени независимым и поэтому в юридическом смысле не является государством в общепринятом смысле.
В условиях острого политического противостояния с большевиками БПС-Ф на своем съезде в Гродно 5 января 1919 приняла программу, в которой была подтверждена приверженность социалистической ориентации. Программа определяла партию социалистов-федералистов как «белорусскую партию и социалистическую». Этим подчеркивалось её национальная принадлежность и конечная цель деятельности. Исходной концепцией программы стало признание несправедливости капиталистического строя, и поэтому она в делах экономических имела целью вести борьбу против всякой эксплуатации, от кого бы она не исходила — от человека, общества или государства". Призывая к освобождению от подавления всех жителей Белоруссии, БПС-Ф одновременно заявляла, что она — «партия социалистическая, потому что в основу своего мировоззрения и своей тактической работы кладет интересы и потребности рабочих масс». В программе было признано, что только новый социальный строй — социалистический, к которому стремятся рабочие, может передать в собственность народу всю землю с её богатством, фабрики, заводы, все средства производства. В программе отмечалось, что БПС-Ф не отказывается от традиций БСГ, берет своё начало с того течения белорусского национального возрождения, которая ставила задачу освободить белорусский народ от социального и национального гнёта и дать ему полное право в сфере национальной жизни. Было объявлено, что борьбу за национальное освобождение белорусского народа партия должна соединить с общечеловеческими идеалами равенства, свободы и братства. БПС-Ф осталась верной и идеи федерализма. В программе подчеркивалось, что «мировой федерализм один может фактически примирить народности, ликвидировать борьбу и войну», что в рамках всемирной федерации Белорусская демократическая республика должна стать равноправной национально-государственной единицей, причем программа не отрицает возможности для Белоруссии стать центром объединения такой федерации. В программных положениях БПС-Ф отразился утопизм партии национальной демократии. Её «концепция федерализма» была лишена реализма. Частично она отражала влияние большевистской идеи мировой пролетарской революции, которая должна была положить начало созданию мировой советской федерации. Эта идея тогда волновал многих, кто верил в её реальность, и поэтому нашла отражение в программе БПС-Ф. Национальные требования БПС-Ф были вкручены в основном к мировому сообществу. Позже белорусские социалисты-федералисты конкретизировали свою национальную программу. Хотя они и не отказались от концепции мировой федерации", тем не менее не отрицали саму идею государственной независимости, права наций на государственное отделение и суверенное государство. Связывая свои стремления с федералистичным идеалом БСГ, БПС-Ф видела социальный прогресс белорусской нации в её национально-государственном самоопределении, высшим проявлением которого должна была стать суверенное национальное государство — средство решения задач национального возрождения. Одновременно в прессе БПС-Ф продолжала заявлять, что государственные образования (в том числе и белорусское), которые формируются, должны прийти к федерации равноправных автономных национально-территориальных единиц в рамках всемирной федерации. Из политических положениях и классовой сути БПС-Ф, хотя и заявляла о приверженности к социализму, оставалась политическим образованием национальной демократии, как и её предшественница БСГ. Доктрина социализма, сформулирована в программных документах, была утопической, её реализация не могла осуществиться в конкретных условиях Белоруссии. По сути БПС-Ф была частью политических сил общественного движения, который находился в оппозиции к большевикам. В 1919—1920 различия проявлялись прежде всего в национальному и аграрному вопросам. ЦК БПС-Ф не признал образование Литовско-Белорусской Советской Социалистической Республики. БПС-Ф отклонила и аграрную программу ЦК КП(б) ЛиБ, направленную на форсирование организации колхозов и совхозов в республике вместо передачи крестьянам изъятой помещичьей земли. Противостояние привело к тому, что БПС-Ф вынуждена была свернуть свою деятельность на советской территории.
После захвата летом 1919 территории Белоруссии польскими войсками БПС-Ф выступила против т. зв. «Федералистичной концепции» Ю. Пилсудского, суть которой заключалась в создании самостоятельных государств — украинской, белорусской, литовской — под верховенством Польши. По сути это было прикрытием агрессивных намерений интервентов, что взяли курс на преобразования белорусских земель в неотъемлемую часть польского государства.
Польский оккупационный режим сместил БПС-Ф влево. БПС-Ф уступила в блок с партией белорусских эсеров, стала агитировать за созыв Всебелорусского рабочего учредительного конгресса, на котором предлагала решить вопрос о власти и белорусскую национальную государственность. С осени 1919 социалисты-федералисты официально заявили о своей политическую оппозицию и польской власти. БПС-Ф придерживалась в основном политических форм борьбы — бойкотировала выборы в органы местного самоуправляющейся, вела пропаганду за открытие белорусских школ, культурно-просветительных учреждений.
13 декабря 1919 года на сессии Рады БНР, созванной по инициативе белорусских социалистов-революционеров, БПС-Ф поддержала эсеровскую идею восстановления "полной независимости и неделимости БНР в этнографических границах проживания белорусов. БПС-Ф фактически отказалась от своей «федералистичной концепции», которая была сформулирована в её программных документах. Гражданская война внесла коррективы в идеологические и программные положения партии. Постепенно произошло сближение БПС-Ф с партией белорусских эсеров, которые вели борьбу за национальную независимость и абсолютный суверенитет БНР.
Развитие революционной борьбы в тылу польских интервентов ускорил процесс политической дифференциации в рядах БПС-Ф. Из её состава выделилось левое крыло во главе с Цвикевич, члены которого на завершающем этапе войны вошли в БПС-Р. После перехода Белоруссии под власть большевиков деятельность БПС-Ф была фактически запрещена, а её руководящий актив выслан за пределы республики. В начале 1921 БПС-Ф прекратила существование на территории СССР. В Западной Белоруссия отдельные группы действовали до середины 1920-х годов, однако после роспуска БПС-Р они также прекратили существование. В конце 1920—1930-х годов бывшие члены БПС-Ф были репрессированы, многие из них был привлечен к судебной ответственности за так называемым «Делом эсеров» в 1937.